# Isobenzofurano
L'isobenzofurano è un composto organico eterociclico aromatico, strutturalmente formato da un anello benzenico e uno di furano condensati. È un isomero del benzofurano.
L'isobenzofurano è altamente reattivo e polimerizza rapidamente, tuttavia, è stato identificato e preparato per termolisi di opportuni precursori e intrappolato a bassa temperatura.
Se l'isobenzofurano di per sé non è stabile, è il capostipite di una serie di composti correlati stabili con strutture più complesse.